# لورين دين
لورين دين (بالإنجليزية: Loren Dean)‏ مواليد 31 يوليو 1969 في لاس فيغاس، الولايات المتحدة، هو ممثل أمريكي بدأ مسيرته الفنية سنة 1988. فاز بجائزة المسرح العالمي.

## الأعمال
- أبولو 13
- نمبرز
- بونز

## روابط خارجية
- لورين دين على موقع IMDb (الإنجليزية)
- لورين دين على موقع ألو سيني (الفرنسية)
- لورين دين على موقع أول موفي (الإنجليزية)
- لورين دين على موقع قاعدة بيانات برودواي على الإنترنت (الإنجليزية)
- لورين دين على موقع قاعدة بيانات الأفلام السويدية (السويدية)
- لورين دين على موقع إن إن دي بي (الإنجليزية)
- لورين دين على موقع ديسكوغز (الإنجليزية)
- لورين دين على موقع قاعدة بيانات الفيلم (الإنجليزية)
- لورين دين على موقع كينوبويسك (الروسية)